# がんばれゴエモン!からくり道中
『がんばれゴエモン!からくり道中』（がんばれゴエモン!からくりどうちゅう）は、コナミが開発し1986年7月30日に発売されたファミリーコンピュータ用アクションアドベンチャーゲーム。

## 概要
コナミが1986年5月に稼働開始したアーケードゲーム『Mr.五右衛門』をアレンジした作品で、がんばれゴエモンシリーズの第一作目。物語は、義賊のゴエモンが悪大名をこらしめるため旅に出るというもの。ファミリーコンピュータ（FC）ソフトとして初の2メガビットロムカセットを用いている。好評を受けてシリーズ化し、後にコナミの看板タイトルに成長した。
1987年にはMSX2版が発売された他、2004年5月21日にはゲームボーイアドバンス（GBA）のファミコンミニシリーズとして発売、2007年11月6日にはWiiのバーチャルコンソールで、2013年3月6日にはニンテンドー3DSのバーチャルコンソールで、2014年7月2日にはWii UのバーチャルコンソールでFC版が、2015年2月25日よりWii UのバーチャルコンソールでMSX版が、それぞれ配信されている。
エンディングに「秘密の暗号」が出てくるが、これはFC版の発売時にコナミが企画していたプレゼントに応募するために必要なものだった。既に企画は終了しているが、GBA版でもこの暗号が再現されている。
本作ではゴエモンのセリフは特になく、詳細な設定がつけられるのは次作以降からとなる。
FC版はゲーム誌『ファミコン通信』の「クロスレビュー」にてシルバー殿堂入りを獲得した。

## ゲーム内容

### システム
ステージは全部で104面構成で13面ごとに1つの国が完結する形になっており、西から江戸に向かって順にクリアしていく。実質的な周回制のゲームとなっており、2つめの国以降、8つ目の国・江戸の最終ステージまで1 - 13面と全く同じ内容の面が繰り返される。各国のクリアごとに大名が改心するエンディングシーンが挿入された後に次周面が開始され、104面目のエンディング到達時に晴れて全面クリアとなる。
ステージクリアのための条件として、関所通過のための手形集めが存在し、地下通路や3D迷路に落ちている通行手形を拾ったり、店で売られている闇手形を購入したりして手形を3つ集めた上で関所に到達しなくてはならない（ただし一部の面のみ通行手形は存在しない）。
ダメージを受けるとライフが減少しライフが0になる、もしくは落下穴への落下で1ミス。残機0でゲームオーバー。ミスしても入手済みのアイテムは消滅しないが、ミスする度に移動速度が初期化され、所持金が半減する。

### アイテム
キセル
ゴエモンが最初から持っている武器。攻撃に使われるが、リーチは短い。
小判
アイテム屋でアイテムを購入したり、秘密の迷路に入場したりするのに必要。地上の壺もしくは玉手箱を飛び越える、敵を倒す、千両箱を取る、ばくちで増やすなどの方法で獲得する。最高で9999両まで所持できる。
通行手形
ステージクリアに必要なアイテム。地下の隠し通路、秘密の迷路で入手するか、アイテム屋でも購入可能。
招き猫
地上の玉手箱を飛び越えると出る。取るとゴエモンが白の衣に変身し、小判を投げて敵を攻撃できるようになる（所持金は減らない）。ただし、ダメージを受けるとパワーダウンしてキセルに戻ってしまう。
パチンコ
効果は招き猫に同じ。アイテム屋で購入可能。
ひょっとこ
地上の玉手箱を飛び越えると出る。取るごとに走る速度とジャンプ力が最大3段階までアップする。
ぞうり
効果はひょっとこに同じ。アイテム屋で購入可能（一部隠し通路にも存在）。
打出の小槌(FC版のみ)
地上の丸い植え込みを飛び越えると出ることがある。取ると一定時間、ゴエモンの体が光りBGMも変化する。その間は触れるだけで敵を倒せるようになる。比較的希少なアイテム。
食べ物
団子、味噌汁などがあり、ライフメーターが一定数回復する。アイテム屋で購入するか、隠し通路で獲得可能。
弁当
おにぎり。ライフメーターがゼロになったとき、一度だけ自動的に全回復する。アイテム屋で購入可能。
三度笠
鳥や烏など、動物が落としてくるものを5回防ぐ。アイテム屋で購入可能。
時計(FC)、砂時計(MSX)
残り時間が増える。アイテム屋で購入可能。
鎧
敵の撃つ飛び道具を5回防ぐ。アイテム屋で購入可能。
兜
岩や米俵など硬いものを5回防ぐ。アイテム屋で購入可能。
お守り
5回までカゴ屋につかまらずに済む。MSX版では、飛脚の攻撃を防ぐ。アイテム屋で購入可能。お守りにはコナミの頭文字「K」が書かれている。
印籠
人や動物と接触しても5回までダメージを回避し、パチンコも失わずに済む。アイテム屋で購入可能。また、ある場所で特定の動作を行うと一部のアイテムの代替にもなる。
ろうそく
一定時間、隠し通路の入り口が見えるようになる。アイテム屋で購入可能。
親分の書状
MSX版にのみ登場。これがないと、ある施設を利用できない。
大入袋
ゴエモンの残機数が1アップする。秘密の迷路内で獲得可能。
巻き物(FC)、瓢箪(MSX)
ライフメーターの最大値がアップする。隠し通路で獲得可能。比較的希少なアイテム。
地図(FC)、巻き物(MSX)
秘密の迷路内にある。獲得後Aボタンを押すと迷路の地図を見ることができる。
千両箱
小判が一定数アップする。隠し通路および秘密の迷路内で獲得可能。
ボーナスアイテム(FC版のみ)
地上の特定の場所で敵を倒したりジャンプしたりすると、蛙、寿司、モアイなどのアイテムが出ることがある。取ると得点や残機数がアップする。

### ミスの条件
以下の場合はミスとなり、残機数が一人減る。ミスする度に招き猫とひょっとこの効果が消失し、所持金が半分になる。
1. 弁当を持っていない状態でライフメーターがゼロになったとき。
2. 海や堀、崖に落下したとき。
3. 残り時間がゼロになったとき。

## ストーリー
太平の世となった時代、日本の各国を治める大名達は、自分達の私腹を肥やす為に庶民達の暮らしを全く顧みない圧政を繰り返していた。そんな中、噂に名高い義賊であるゴエモンが、庶民を苦しめる各国大名を懲らしめるべく、世直しの旅に出る。

## ステージ構成
以下の種類のステージが存在する。ステージのタイプによりグラフィックの雰囲気はもちろん、登場する敵や地形なども多少異なる。
町
1面 5面 11面
2つ以上のフィールドで構成され、橋を渡ることでフィールドを行き来することができる。
フィールド下側は堀になっており、落下すると1ミスとなる。
また、背景に描かれている川も実は落下地点となっており、アイテムを取ってジャンプ力を強化した上でステージ上部に大きくジャンプすると落下してミスとなってしまう。
後半になるにつれて構成が複雑化していき、現在位置を把握しづらくなる。
村
2面 7面
農村地帯の風景が広がる。
山
3面 8面
島や島同士を結ぶ橋、崖などの地形が登場。落下するとミスとなる。
海
4面 6面
フィールド間を結ぶ橋は存在せず横一直線のマップであるが、多数の小さな浮島が連なっており、海に落下するとミスとなる。
田
9面
田んぼの風景が広がる。フィールドによっては細い通路が存在する。
MSX版には登場しない。
屋敷
10面
非常に広い屋敷のステージ。一部、極端に狭い通路がある。
MSX版には登場しない。
石垣
12面
城外のステージ。唯一、店が存在しないステージである。通行手形はなく、特定の扉を開けるとゴールとなる。忍者や鉄砲隊といった遠距離攻撃をしてくる敵が大量に出現する。
なお、12面から13面の間のみゴエモンが小判をばら撒くデモが入らず直接次の面がスタートする。
城内
13面
各国の最終ステージ。マップは非常に広大で、敵の攻撃も激しい。通行手形はなく、特定の扉を開けるとゴールとなり大名が現れてエンディングとなる。

## ギミック・施設
玉手箱
地上に存在。飛び越える・もしくは密着してその場でジャンプすると、招き猫やひょっとこなどのアイテムが飛び出す。小判が飛び出す場合もあり、その場合は一定時間が経つ（岩に変化する）までジャンプする毎に小判が飛び出す。
壺
地上に存在。飛び越える・もしくは密着してその場でジャンプすると小判が飛び出し、所持額が増える。
隠し通路
地上(一部海上の場合もある)の特定の場所を飛び越えると隠し階段が出現し、下りると地下の隠し通路に行くことができる。内部には通行手形のほか千両箱、食べ物、巻物などがある。敵はいない。隠し通路内に2つ階段がある場合、もう片方の階段から地上に上がるとステージ内の他の場所へワープすることができる。アイテムが全く配置されていない通路や一方通行で行き止まりになっている通路も存在する。
地上と同様、ステージによってグラフィックが異なる。ゴエモンやkonamiの文字をかたどったパターンもある。
アイテム屋
ゲームを有利に進めるためのアイテムを購入できる店。店により購入できるアイテムは異なる。また、同じ品物でも1度購入すると価格が倍に値上がりするようになる。また、ステージ後半になるに連れて初期価格自体が値上がりしていく。
秘密の迷路
12面を除く各ステージに1つずつ存在1（MSX2版は全てのステージに存在）。所定の通行料を支払うと入場できる。内部は3Dの迷路になっており、通行手形や千両箱、地図、大入袋などがところどころに配置されている。敵はいないが、後半に行くにつれ入場料が高額になり、内部も複雑になる。出口にたどり着くと初回に限りボーナス点が加算され、店の前からゲームを再開する形になる。1度クリアしても再入場できるが、通行料はその都度必要。また、1度とったアイテムは復活しない。
なお、料金は支払った回数（入場した回数ではない）に比例して倍増する。お金を払った後は店の奥の部屋に自分で移動して入らなくてはならず、入らずに店の外に出てしまうと料金が値上がりしてしまう。
FC版では、入場料を払うと「ごえもん  がんばるのだ  はは より」というメッセージが表示されるが、ゴエモンの家族構成は現在に至るまで一切明かされていない。
ばくち屋
丁半ばくちに臨むことができる店。サイコロの目の合計が「はん(奇数)」または「ちょう(偶数)」のどちらかを選択する。当たった場合は所持金が倍になるが、はずれの場合は半分に減る。
宿屋
料金を支払って宿泊するとライフメーターが全回復する。
薬屋
料金を支払って薬を買うとライフメーターが一定数回復する。
質屋
不要なアイテムを売って小判に換えることができる店。ただし、購入時の価格と比較するとかなり安い価格でしか売れない。
民家
入ると住人が何らかのセリフを話す。有益なアドバイスをくれる家もあれば、特にゲームの進行とは無関係な雑談だけを言う家もある。
関所
各ステージのゴール。通行手形を3つ集めて行くと扉が開き、次のステージへ進むことができる。

## 敵キャラクター
御用役人（白、茶）
100点 5両
「御用だ!」の掛け声ともにしつこくゴエモンを追跡してくる役人。
白は提灯を投げつけ、茶はゴエモンを追いかけてくる。
忍者
100点 10両
サングラスをかけた忍者、霧隠一族。
トリッキーな動きをしながら手裏剣を投げつけてくる。
浪人
100点 10両
傘張り浪人の五月雨雲太郎。
ゴエモンを見つけると追いかけてくる。
スリ
100点 10両
スリの万吉。
ゴエモンを追いかけ、すれ違いざまに小判を盗んでくる（ダメージは受けない）。
魚屋
100点 5両
FC版のみ登場。
売れない魚屋、魚政のマサ。
急いで走っており、ぶつかるとダメージを受ける。
商人
100点 5両
商人の大和屋彦兵衛。
大きな荷物をかついであたりをうろついており、ぶつかるとダメージを受ける。
渡世人
100点 5両
渡世人、森のウシ松。
渡世の道は厳しいらしく、ぶつかるとダメージを受ける。
飛脚
100点 10両
MSX版のみ登場。
手紙を運ぶため、各地を疾走する。
ゴエモンめがけて突進し、海や崖があっても三段跳で飛び越え、ステージの進行に応じて唯一ゴエモンの最大移動速度を勝る韋駄天ぶりなど、驚異的な脚力を見せる。
さかな
500点 10両
突然海から飛び出してくる魚。
勢いよく飛び出してくるため、ぶつかるとダメージを受ける。
カニ
100点 10両
浜辺のカニ。
ゴエモンを見つけるとすばやい動きで追いかけ、泡を吐きつけてくる。
赤鬼
100点 10両
鬼ヶ島の鬼。
お店の中からたくさん出てくる。ゴエモンを見つけると追いかけてくる。
山賊
100点 10両
山賊の山嵐十兵衛
ゴエモンを見つけると、崖をも飛び越えて追いかけてくる。
鳥、烏(FC)、雀（MSX）
500点 15両
空を飛びながら卵を落としてくる。烏・雀はフンを落としてくる。
天狗
1000点 20両
空中を漂いながら、ゴエモンに体当たりしたり団扇を投げたりする強敵。
いのしし
100点 5両
山のステージなどに登場。
侍（屋敷、城内）
100点 10両
屋敷に出るのが「陣内龍之介」、城内に出るのが「やぶさか城之慎」。
刀を振り回しながらゴエモンを追いかけてくる。
虚無僧
100点 10両
虚無僧、綾城十蔵。
顔を隠して歩いてくる僧。
田吾作
100点 5両
鍬を担いで歩いてくる農民。
与作
100点 5両
肥やしを担いで行き来する農民。
権助
100点 5両
FC版のみ登場。
稲を投げてくる農民。
カゴ屋
500点 15両
FC版のみ登場。
カゴ屋の七ベェ、八ベェ。
つかまると30両取られた上、スタート地点まで戻される。
ニワトリ
100点 5両
田のステージなどに登場。
鉄砲隊
100点 15両
ゴエモンを見ると鉄砲を撃ってくる。
武者
100点 10両
城外を守る鎧武者、望月源之丞。
刀を振り回しながらゴエモンを追いかけてくる。
入道
100点 10両
お城の番人、洞雲。
こん棒を持って歩いてくる。
腰元
100点 10両
腰元、葵の局。
なぎなたを振り、ダイナマイトも投げてくる強敵。
大名
13面でゴールの扉を開けると登場。それまでの自らの行いを謝罪し、良い殿になるよう約束する。話すセリフは国により異なる。
米俵
地面を転がってくる米俵。倒すことはできない。
落石
山のステージなどで上から落ちてくる岩。倒すことはできない。
ボーナスキャラクター
町娘（おみっちゃん）、姫（ユキ姫）
それぞれ、町と城内で出現。触れるとボーナス点1000点が加算される。誤って攻撃すると、罰金50両を取られる。

## 移植版
| 発売日        | 対応機種                             | 開発元        | 発売元           | メディア                              | 型式         | 備考                           | 出典        |
| ------------- | ------------------------------------ | ------------- | ---------------- | ------------------------------------- | ------------ | ------------------------------ | ----------- |
| 1987年2月25日 | MSX2                                 | コナミ開発3課 | コナミ           | 1メガビットロムカセット               | RC748        |                                | [ 4 ]       |
| 2004年5月21日 | ゲームボーイアドバンス               |               | コナミ           | ロムカセット                          | AGB-FGGJ-JPN | ファミリーコンピュータ版の移植 | [ 5 ]       |
| 2005年1月     | 505シリーズ 900iシリーズ （iアプリ） | コナミ        | コナミオンライン | ダウンロード （コナミネットDX）       | -            |                                | [ 6 ] [ 7 ] |
| 2005年2月4日  | ボーダフォンライブ! （Vアプリ）      | コナミ        | コナミオンライン | ダウンロード （コナミネットDX）       | -            |                                | [ 8 ]       |
| 2006年6月16日 | Windows                              | コナミ        | アイレボ         | ダウンロード (i-revo)                 | -            | ファミリーコンピュータ版の移植 | [ 9 ]       |
| 2007年11月6日 | Wii                                  |               | KDE              | ダウンロード （バーチャルコンソール） | -            | ファミリーコンピュータ版の移植 | [ 10 ]      |
| 2013年3月6日  | ニンテンドー3DS                      |               | KDE              | ダウンロード （バーチャルコンソール） | -            | ファミリーコンピュータ版の移植 | [ 11 ]      |
| 2014年7月2日  | Wii U                                |               | KDE              | ダウンロード （バーチャルコンソール） | -            | ファミリーコンピュータ版の移植 | [ 12 ]      |
| 2015年2月25日 | Wii U                                |               | KDE              | ダウンロード （バーチャルコンソール） | -            | MSX2版の移植                   | [ 13 ]      |

## スタッフ
- ゲーム・デザイナー：橋本和久
- プログラマー：梅崎重治、青山和浩

## 評価
| 項目 | キャラクタ | 音楽 | 操作性 | 熱中度 | お買得度 | オリジナリティ | 総合  |
| 得点 | 3.66       | 4.37 | 4.05   | 4.19   | 3.90     | 3.78           | 23.95 |

ファミリーコンピュータ版
本作はゲーム誌『ファミコン通信』の「クロスレビュー」において合計31点（満40点）でシルバー殿堂入りを獲得、またゲーム誌『ファミリーコンピュータMagazine』の読者投票による「ゲーム通信簿」において別記の通り23.95点（満30点）を獲得し高評価となった。また、同雑誌1991年5月10日号特別付録の「ファミコンロムカセット オールカタログ」では「典型的なアクションゲーム」と本作を位置付けており、「村に町、山に海、そして城とバラエティに富んでいる」とステージ展開に関して肯定的なコメントで紹介されている。
ゲーム誌『ユーゲー 2003 No.07』にてライターの遠藤昭宏は、第一印象として「『2メガ』のインパクト」を取り上げており、さらにステージ数の多さや3Dダンジョンの存在に言及した上で「当時としてはかなりの大作だった」と肯定的に評価した。さらに「女の子を取るとボーナスがもらえたり、隠しキャラが多かったのも印象深い」とゲームシステムやキャラクター造形に関して肯定的に評価している。
MSX版
ゲーム本『美食倶楽部バカゲー専科外伝 謎のゲーム魔境3』（2002年）において著者のゾルゲ市蔵は個人的評価を60点（満100点）とした上で、「あんまりファミコン版と変わらない、まあ普通の移植です」と評している。

## 関連作品

### 書籍
双葉社・ファミコン冒険ゲームブックより刊行。「東海道五十三景」の副題が付けられている。
- ISBN 4575760250